# James Swallow
Pour les articles homonymes, voir Swallow.
Œuvres principales
- Série Hérésie d'Horus

James Swallow, né le 1er janvier 1970, est un auteur britannique de science-fiction, travaillant notamment pour la maison d'édition Black Library. Il a été nommé aux BAFTA, et est un écrivain de best-sellers selon The New York Times.

### SérieHérésie d'Horus(Black Library)

#### Romans
- 2007 - La Fuite de l'Eisenstein
- 2010 - Némésis
- 2012 - Signus Daemonicus
- 2019 - La Dague Enfouie

#### Nouvelles
- 2008 - Chroniques de l'hérésie - La Voix
- 2011 - L'Âge des Ténèbres - Le Fruit du Mensonge

#### Audio (en anglais)
- 2010 - Garro : Oath of Moment
- 2011 - Garro : Legion of One
- 2012 - Burden of Duty
- 2012 - Garro : Sword of Truth

### Autres romansWarhammer 40,000(Black Library)
- 2004 - Deus Encarmine
- 2005 - Deus Sanguinius
- 2006 - Sœur de Bataille: la Foi et le Feu
- 2013 - Furie Rouge
- 2013 - Sœur de Bataille: Le Marteau et l'Enclume
- 2014 - Marée Noire

### Stargate(en anglais)
- 2006 - Stargate Atlantis: Halcyon
- 2007 - Stargate SG-1: Relativity
- 2009 - Stargate Atlantis: Nightfall
- 2009 - Stargate Universe: Air

### Star Trek(en anglais)
- 2008 - Star Trek: Terok Nor - Day of the Vipers
- 2008 - Star Trek Myriad Universes - Infinity's Prism
- 2009 - Star Trek: Titan - Synthesis
- 2011 - Star Trek - Cast No Shadow
- 2013 - Star Trek: The Next Generation - The Stuff of Dreams
- 2013 - Star Trek: The Fall - The Poisoned Chalice

James Swallow a aussi écrits des livres sur les univers de Deus Ex, Judge Dredd et Doctor Who.

## Ludographie
- 2000 - Star Trek: Invasion
- 2003 - Battlestar Galactica
- 2011 - Deus Ex: Human Revolution
- 2012 - Fable: The Journey
- 2013 - Deus Ex: The Fall
- 2016 - Deus Ex: Mankind Divided
- 2019 - Tom Clancy's The Division 2
- 2019 - Space Hulk: Tactics
- 2019 - Dark Future: Blood Red States

## Succès
Son roman Star Trek: Day of the Vipers a gagné le the International Association of Media Tie-in Writers Scribe Award pour la Meilleure Fiction Originale en 2009. Il avait été précédemment nommé pour ce même prix pour Foi et le Feu en 2007.
Ses livres Star Trek: The Poisoned Chalice  et dans l'Hérésie d'Horus Signus Daemonicus (Fear to Tread en anglais)  et Nemesis  ont été classés par le New York Times comme des best-sellers respectivement en 2013, 2012 et 2010.